# インノケンティウス3世 (対立教皇)
インノケンティウス3世（生没年不詳）は、ローマ教皇であるアレクサンデル3世の対立教皇である（在位：1179年 - 1180年）。

## 生涯
神聖ローマ皇帝であるフリードリヒ1世（バルバロッサ・赤髭王）が教皇のアレクサンデル3世に対抗するために擁立した4人目の対立教皇である。
しかし利用価値は乏しく、1180年にフリードリヒ1世はアレクサンデル3世にインノケンティウス3世の身柄を引き渡した。アレクサンデル3世はインノケンティウス3世を投獄したという。